# Tavarius Shine
Tavarius Shine (Irving, Texas, 5 de mayo de 1994) es un baloncestista estadounidense que pertenece a la plantilla del Al-Hilal Club de la Premier League de Baloncesto de Arabia Saudita. Con 1,98 metros de estatura, juega en la posición de escolta. 

## Trayectoria deportiva

### Universidad
Jugó cuatro temporadas con los  Cowboys de la Universidad Estatal de Oklahoma, en las que promedió 6,2 puntos y 2,7 rebotes por partido. Tras su última temporada decidió no continuar en la universidad y presentarse al Draft de la NBA.

### Profesional
Tras no ser elegido en el Draft de la NBA de 2018, firmó su primer contrato profesional con el BC LF Lulea de la Basketligan sueca.